# Enicospilus gabrieli
Enicospilus gabrieli là một loài tò vò trong họ Ichneumonidae.